# Júja Kubo
Júja Kubo (* 24. prosinec 1993) je japonský fotbalista.

## Klubová kariéra
Hrával za Kjóto Sanga FC, BSC Young Boys.

## Reprezentační kariéra
Júja Kubo odehrál za japonský národní tým v roce 2016 celkem 2 reprezentační utkání.

## Statistiky
| Japonsko | Japonsko | Japonsko |
| Roky     | Záp.     | Góly     |
| -------- | -------- | -------- |
| 2016     | 2        | 0        |
| 2017     | 9        | 2        |
| 2018     | 2        | 0        |
| Celkem   | 13       | 2        |